# William J. Birnes
William “Bill” J. Birnes (nacido 7 de noviembre de 1944) es un escritor, editor de libros y agente literario estadounidense. Es principalmente conocido por ser un activo autor y presentador relacionado al fenómeno OVNI, además de soler escribir notas o artículos para el diario neoyorquino The New York Times.
En 1974 obtuvo un Ph.D. en literatura medieval de la Universidad de Nueva York. Junto al detective Dr. Robert Keppel, Birnes fue coautor de The Riverman (“El hombre del río”), sobre el asesino serial Ted Bundy ayudó a la policía a rastrear a Gary Ridgway, el famoso asesino serial de Green River. El libro fue adaptado a una película para televisión y emitido por el canal de cable A&E en septiembre de 2004.
También fue autor del libro The Day After Roswell (1998) junto al fallecido coronel Philip J. Corso y realizó una súbita aparición del tipo cameo en la película de 2009 Race to Witch Mountain.
Entre 2008 y 2009 Birnes también encabezó un equipo de investigación conformado por ufólogos en la serie documental de The History Channel “Cazadores de OVNIS” (UFO Hunters).
En 2009 la credibilidad de Birnes fue puesta en duda o entredicho después de haber investigado, en su programa “Cazadores de OVNIs”, el avistamiento de algunas luces brillantes en el cielo sobre el pueblo de Morristown en el estado de nororiental de Nueva Jersey. Un blog del sitio web Skeptic.com alegaba que “él declaraba definitivamente que el OVNI de Morristown no podía ser bengalas o linternas chinas”. Al poco tiempo dos hombres, llamados Chris Russo y Joe Rudy respectivamente, confesaron que las luces eran un engaño que ellos habían perpetrado con globos y bengalas como parte de un “experimento social”. Birnes específicamente eliminó las bengalas como una posibilidad para explicar las luces mostradas en ese programa.